# فرانز ثيودور كوغلر
فرانز ثيودور كوغلر (بالألمانية: Franz Kugler)‏ هو عالم آثار وكاتب وأستاذ جامعي وشاعر ألماني، ولد في 19 يناير 1808 في شتشين في بولندا، وتوفي في 18 مارس 1858 في برلين في ألمانيا.

## وصلات خارجية
- فرانز ثيودور كوغلر على موقع الموسوعة البريطانية (الإنجليزية)
- فرانز ثيودور كوغلر على موقع ميوزك برينز (الإنجليزية)